# Machiremisca periscelis
Machiremisca periscelis là một loài ruồi trong họ Asilidae. Machiremisca periscelis được Macquart miêu tả năm 1849.